# Mihrab

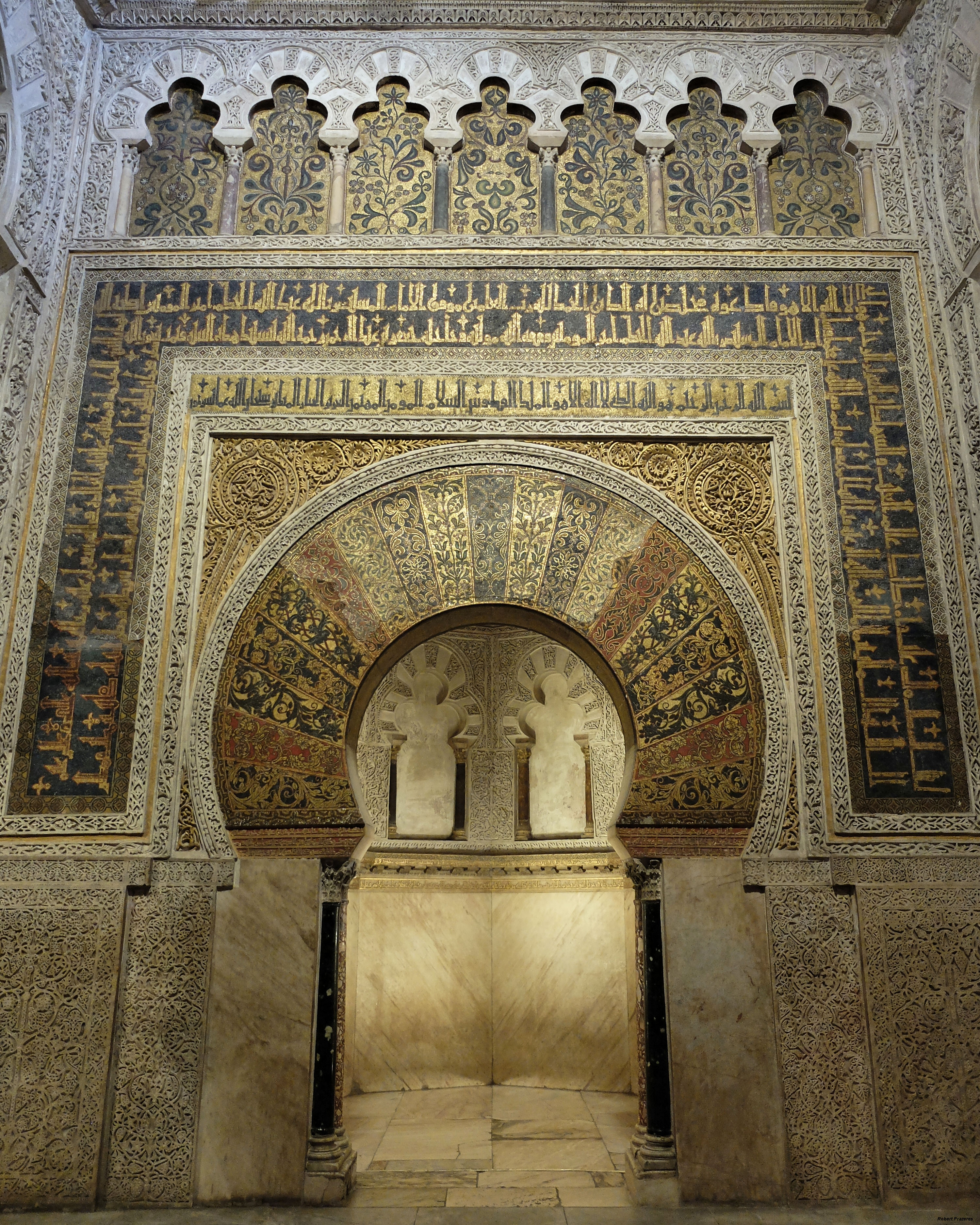
Mihrab de la Mezquita-catedral de Córdoba.

El mihrab (en árabe: محراب‎, miḥrāb; en persa, مهرابه, mihrāba) es un nicho semicircular u hornacina en la pared de una mezquita indicando la alquibla, es decir, la dirección de la Kaaba en La Meca hacia donde debe dirigirse la oración musulmana. La pared en la cual aparece un mihrab se conoce en consecuencia como «pared de la alquibla». En este sentido tiene una importancia similar en las mezquitas a la del sancta sanctorum.[cita requerida]
Los mihrabs varían en tamaño pero por lo general están elaboradamente decorados. Constan de un pequeño espacio interno (tamaño pequeño) precedido por un arco (normalmente de herradura) o a veces, como en la Mezquita de Córdoba, una pequeña habitación. 
El minbar, que es la plataforma elevada desde la que un imán (líder de la oración) se dirige a la congregación, está localizado a la derecha del mihrab.
El mihrab se originó durante el reinado del príncipe omeya al-Walīd I (705–715), tiempo durante el cual se construyeron las famosas mezquitas de Medina, Jerusalén y Damasco. La estructura fue adaptada de los nichos de oración comunes en los oratorios de monjes cristianos coptos. La mayoría de alfombras de oración también tienen un mihrab, específicamente un segmento de su diseño en forma de nicho. Antes de ponerse de rodillas, el usuario orienta la alfombra de manera que quede en dirección a La Meca.

## Historia

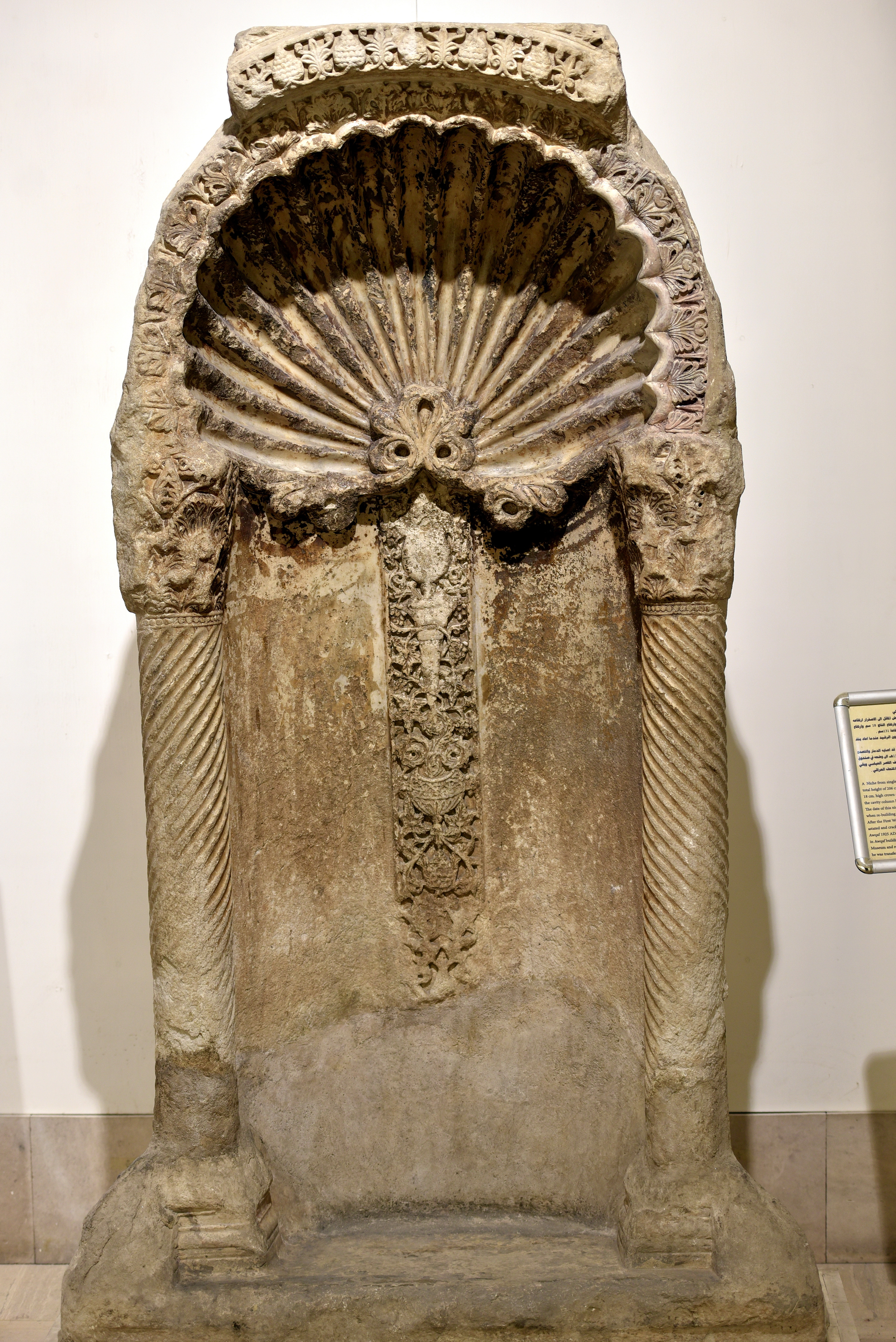
Mihrab de mármol del hallado en la mezquita de al-Khasiki en Bagdad, actualmente en el Museo Nacional de Irak.

Los primeros mihrabs generalmente solo eran una simple línea pintada en el muro o un panel pétreo en la quibla. También tenían funciones similares a la macsura, indicando no solo el lugar desde donde el imán daba el sermón, sino también donde se realizaban funciones oficiales como juicios. En la mezquita del Profeta en Medina, un gran bloque de piedra indicaba originalmente el muro norte que marcaba la orientación hacia Jerusalén, aunque fue trasladado al muro sur el segundo año de la Hégira (624 d. C.), cuando la orientación de la quibla se cambió hacia La Meca. Este mihrab también marca el punto donde Mahoma situaba su lanza antes de dar la oración.
Durante el reinado el califa omeya Walid I (r. 705-715), se renovó la mezquita del Profeta y el valí de Medina, el futuro Úmar II, ordenó que se construyera un nicho para indicar el muro de quibla, y por ende la dirección a La Meca, por lo que se convirtió en el primer mihrab cóncavo. El origen de esta característica arquitectónica ha sido debatida, afirmando algunos expertos que proviene del ábside de las iglesias cristianas, mientras que otros lo relacionan con los nichos de la arquitectura budista. Estos nichos eran una característica habitual en la arquitectura de la Antigüedad tardía antes de la llegada del islam, a menudo para albergar esculturas o incluso como salón del trono en algunos palacios.
El siguiente mihrab cóncavo del que existe documentación es el de la mezquita de los Omeyas en Damasco, construido por el califa Walid I. Más tarde encontramos en la mezquita de Amr, en Fustat (El Cairo) en el año 710-711, y posteriormente se convierte en una característica habitual de la mayoría de las mezquitas. El mihrab cóncavo más antiguo que se conserva se exhibe en el Museo Nacional de Irak y está hecho en mármol, parece datar del siglo VIII, probablemente realizado en el norte de Siria antes que el Califato abasí lo trasladara a la Gran mezquita de al-Mansur en Bagdad. Después se trasladó de nuevo, a la mezquita al-Khassaki construida en el siglo XVII, donde se encontró y se trasladó al museo. Este mihrab alberga una mezcla de arte clásico y tardoantiguo, con el nicho flanqueado por dos columnas estriadas y coronadas por una especie de concha.

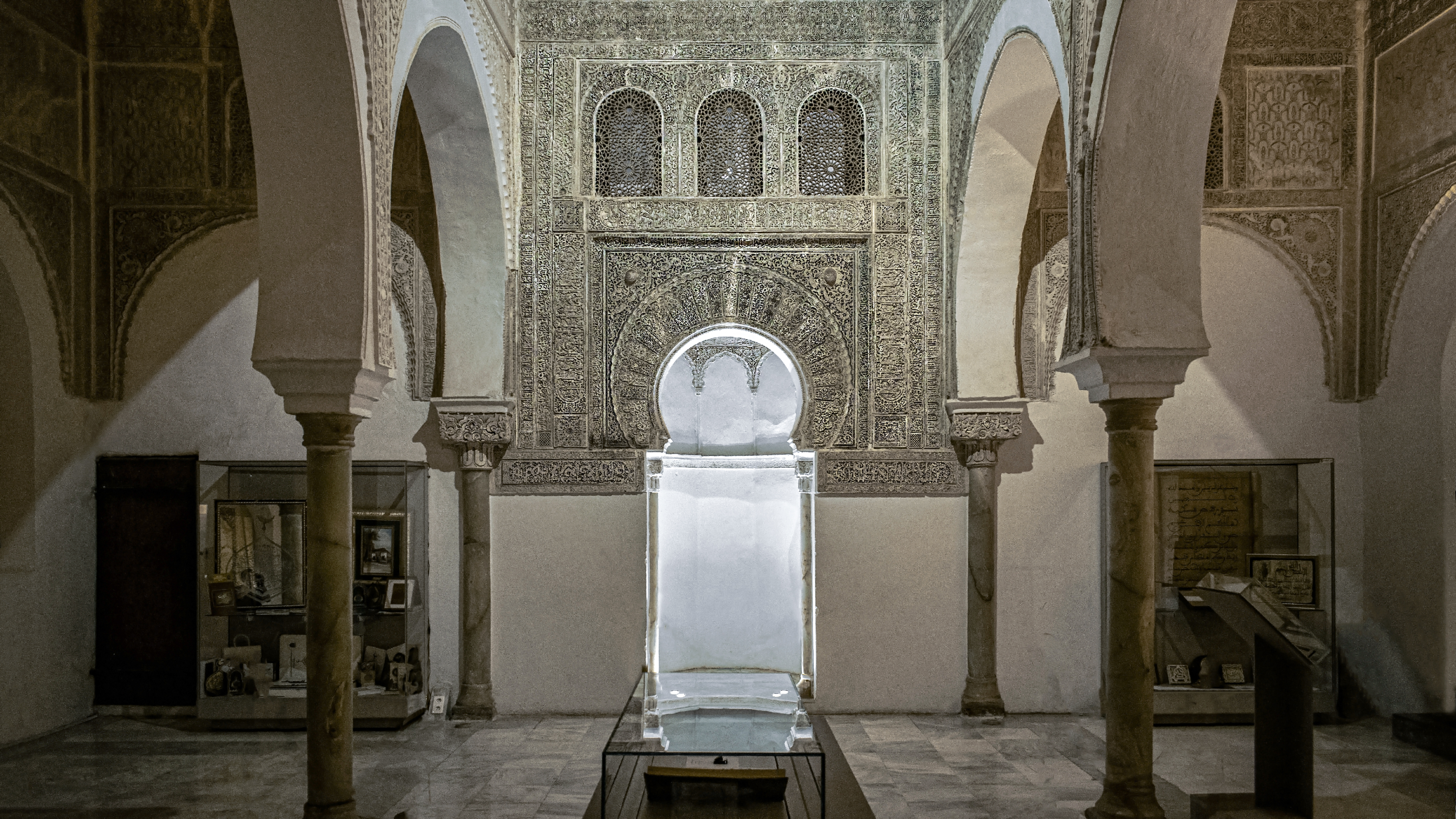
El mihrab de la mezquita Sidi Belahcen, en Tremecén, Argelia.

Finalmente el nicho comenzó a identificarse con el muro de quibla, ya no se requería ningún símbolo. Actualmente los mihrabs varían en tamaño y suelen estar ricamente decorados, y se diseñan a menudo para dar la impresión de ser una puerta con arcos o un pasaje a La Meca. En algunas ocasiones excepcionales, el mihrab no sigue la orientación de la quibla, como la mezquita de al-Qiblatayn o mezquita de las Dos Quiblas, donde Mahoma recibió el encargo de cambiar la dirección de la oración de Jerusalén a La Meca, por lo que albergaba dos nichos. En 1987 se restauró la mezquita y el antiguo nicho que estaba orientado a Jerusalén fue destruido, dejando solo el segundo hacia La Meca.En las mezquitas de Al-Ándalus, por ejemplo, el mihrab se orienta normalmente hacia el sur. Así ocurre por ejemplo en la mezquita de Córdoba, que tuvo que adaptarse a las estructuras originales de los límites urbanísticos de la ciudad tardoantigua.